# Tillandsia lindenii
Tillandsia lindenii es una especie de planta epífita dentro del género  Tillandsia, perteneciente a la  familia de las bromeliáceas.  Es originaria de Perú.

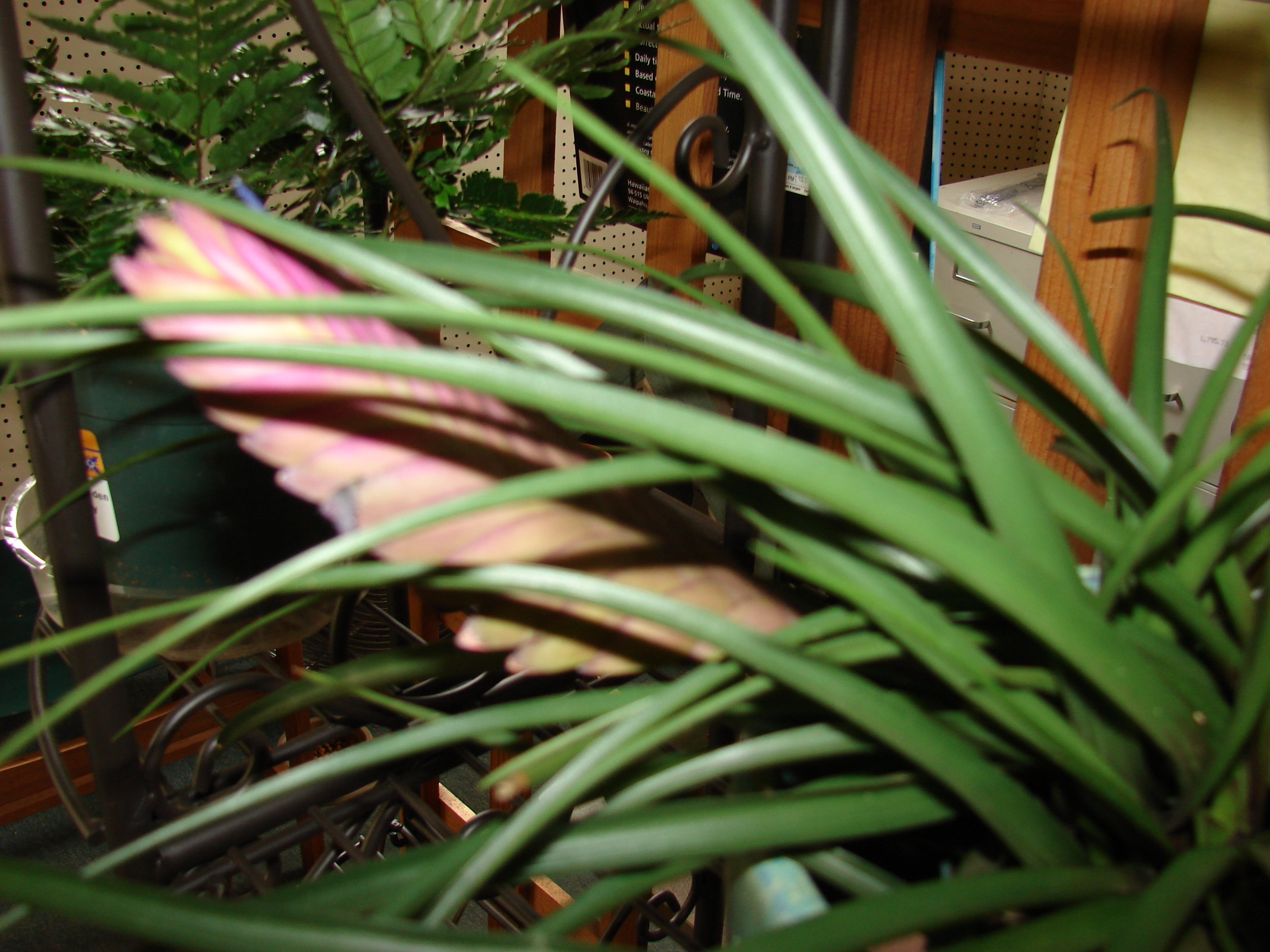
Vista de la planta

## Cultivares
- Tillandsia 'Caeca'[1]
- Tillandsia 'Duvaliana'[1]
- Tillandsia 'Duvalii'[1]
- Tillandsia 'Emilie'[1]
- Tillandsia 'Pink Plume'[1]

## Taxonomía
Tillandsia lindenii fue descrita por Eduard August von Regel y publicado en Index Seminum (St. Petersburg) "1868": 92. 1869.
Etimología
Tillandsia: nombre genérico que fue nombrado por Carlos Linneo en 1738 en honor al médico y botánico finlandés Dr. Elias Tillandz (originalmente Tillander) (1640-1693).
lindenii: epíteto ogtorgado en honor del botánico Jean Jules Linden.
Sinonimia
- Phytarrhiza lindeni var. genuina E. Morren
- Phytarrhiza lindenii var. intermedia (E.Morren ex Carrière) E.Morren
- Phytarrhiza lindenii var. koutsinskyana E.Morren
- Phytarrhiza lindenii var. luxurians (E.Morren) E.Morren
- Phytarrhiza lindenii var. regeliana (E.Morren) E.Morren
- Vriesea violacea hort. ex Houllet
- Wallisia lindeniana (Regel) E.Morren[3][4]